# Sveti Nikola Tolentinski
Sveti Nikola Tolentinski (1245. – 10. rujna 1305.)
Rođen je 1245. u mjestu Castel Sant' Angelo, koje danas nosi ime Sant' Angelo in Pontano. Roditelji su ga dobili nakon više godina braka i uzaludnih pokušaja da začmu dijete, pa su ga nazvali po sv. Nikoli, biskupu, po čijem zagovoru su ga dobili. Augustinski novicijat je završio 1260. u Sanginesiju, a zatim i studij gramatike, logike i teologije u Tolentinu i Cingoliju. Godine 1269., Sveti Benvenuto, biskup iz Osima, zaredio ga je za svećenika. Nikola je kao svećenik djelovao u raznim mjestima: Macerata, Piaggiolino di Fano, Montegiorgi, Corridonia, Sant' Elpidio, Recanati, Treja, Valmanente di Pesaro, Fermo i Tolentino. U Tolentinu je služio sve do svoje smrti 1305. godine.
Sveti Nikola Tolentinski nije jako poznat ni poštovan u Hrvatskoj, no jako je štovan u nekim drugim zemljama. Od 16. do 18. stoljeća je bio jedan od najštovanijih svetaca i u Europi i u obje Amerike. Nakon kanonizacije 1446. godine, njegovo se štovanje iz Italije proširilo u Španjolsku, Francusku, Belgiju, Njemačku, kasnije u Ameriku. Jako je štovan u gradovima Tolentinu, Rimu, Veneciji, Gentu, Ypresu, Bruggeu, Kölnu, Bruxellesu, Louvainu, Antwerpenu i Münchenu.